# Lars-Erik Ridderström
Lars-Erik Ridderström, tidigare Lars-Erik Ericsson, född 5 juli 1950, är en svensk före detta ishockeyspelare.
Lars-Erik Ridderström inledde sin ishockeykarriär i Brynäs IF 1972 med vilka han vann två SM-guld. Han var en farlig målskytt och säsongen 1975-1976 vann han skytteligan i Elitserien.  Innehar fortfarande rekord på flest antal mål i en match , 6 stycken. Efter en övergång till AIK vann han SM-guld även 1982. Han avslutade sin aktiva karriär säsongen 1982-1983.
I Sveriges landslag spelade Lars-Erik Ridderström totalt 75 matcher och erhöll Stora Grabbars Märke med nummer 103 för sina insatser internationellt. Han deltog i ett Canada Cup och tre VM med silvermedaljen vid VM 1977 som höjdpunkt.
I samband med sin ishockeykarriär påbörjade han studier på Handelshögskolan i Stockholm och arbetar idag som ekonomichef (CFO) på Swedish ICT Research AB.

## Meriter
- VM-silver 1977
- VM-brons 1976, 1979
- Canada Cup-fyra 1976
- SM-guld 1976, 1977, 1982
- Vinnare av skytteligan Elitserien 1976

## Klubbar
- Brynäs IF 1972-1977 Elitserien
- AIK 1977-1983 Elitserien